# Hōki-ji
Hōki-ji o Hokki-ji (法起寺), oficialment conegut com a Okamoto-dera (岡本寺) i Ikejiri-dera (池後寺), és un temple budista situat a Okamoto, Ikaruga, a la prefectura de Nara (Japó). El títol honorari que precedeix al nom del temple, sangō, és «Kōhonzan» (岡本山), encara que gairebé no s'utilitza. El temple va ser construït en honor d'Avalokiteśvara, i una estàtua d'onze cares del déu és l'objecte principal de culte en el temple. Hōki-ji és, sovint, considerat com un dels set grans temples fundats pel príncep Shōtoku, no obstant això, el temple no es va acabar fins a algunes dècades després de la seva mort. El 1993, va ser designat com a Patrimoni de la Humanitat per la UNESCO com un dels «Monuments budistes de la regió de Hōryū-ji».

## Història

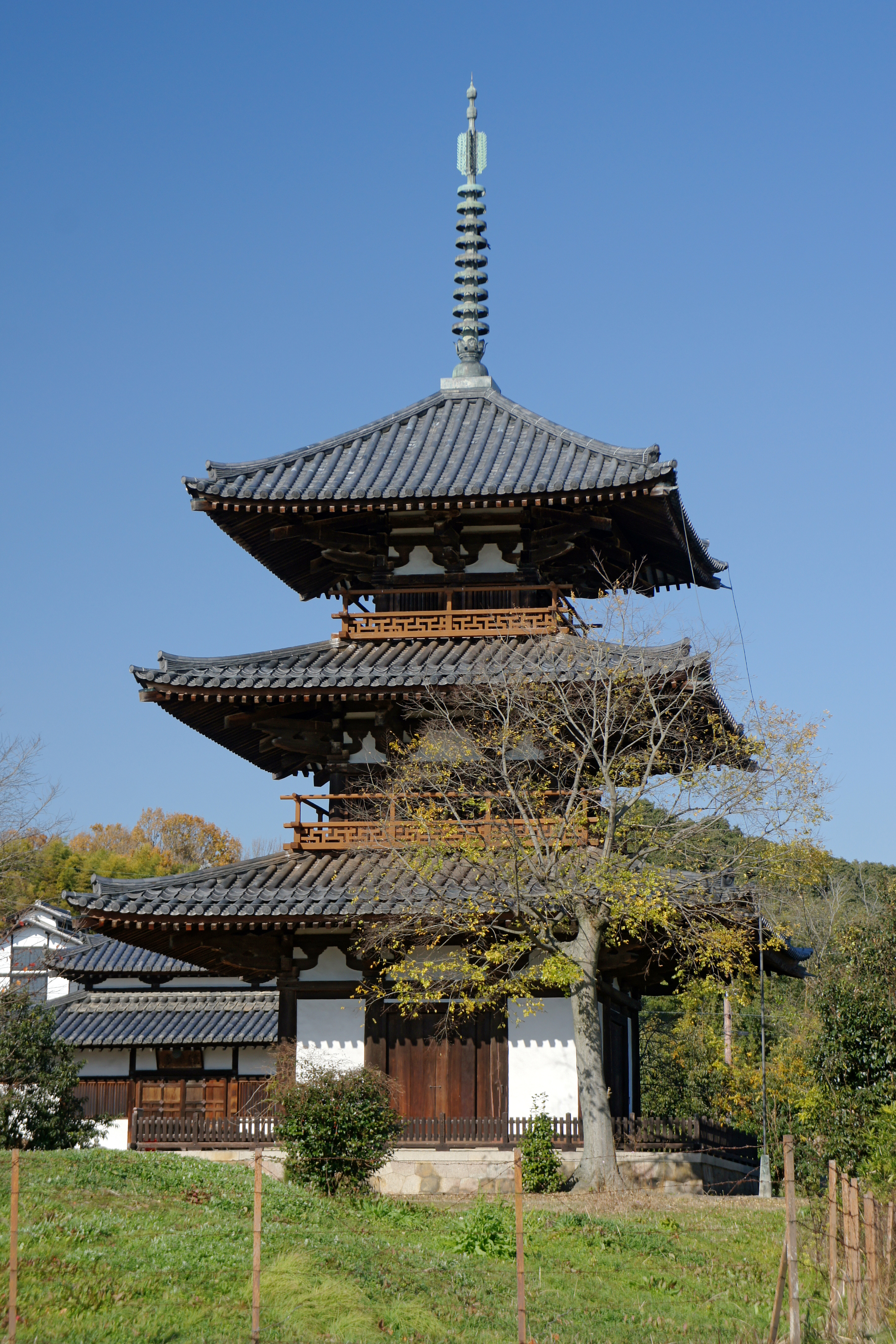
La pagoda de tres pisos de Hōki-ji és Tresor Nacional del Japó

Hōki-ji es troba a la ciutat de Ikaruga, un poble que sempre ha estat un punt central del budisme japonès. La zona, que alberga altres antics temples relacionats amb el príncep Shōtoku, com Hōrin-ji i Chūgū-ji, es troba al peu d'un pujol al nord-est de Hōryū-ji Tō-in. Es diu que el temple es troba sobre les ruïnes del palau "Okamoto no Miya (岡本宮)", on el príncep Shōtoku havia fet conferències sobre el Sutra del Lotus, i que d'acord amb l'última voluntat del testament del príncep, el seu fill, el príncep Yamashiro (Yamashiro no Ōe no ō) va reconstruir l'antic palau convertint-lo en un temple. Les excavacions realitzades en tot el recinte han revelat les restes d'un edifici, els pilars del qual estaven en contacte directe amb la terra (és a dir, no hi havia pedra), el que confirma que un altre edifici havia ocupat els terrenys abans de Hōki-ji. El temple es presenta de tal manera que la sala principal i la pagoda es troben alineats al llarg de l'eix est-oest, similar a la disposició de Hōryū-ji Sai-in. No obstant això, la sala principal de Hōki-ji es troba a l'oest, i la torre es troba a l'est, al contrari que Hōryū-ji Sai-in. Aquest tipus de disseny del temple ha arribat a ser conegut com a «estil Hōki-ji».

## Interès cultural
L'únic edifici original que queda és la pagoda de 24 metres d'altura, de tres pisos, que és la més antiga del seu tipus al Japó, i forma part del Tresor Nacional. La sala de conferències és una reconstrucció de l'any 1694, i el saló Shōtingues-do és una reconstrucció de 1863. Després de la restauració Meiji de 1868, pertanyia a la branca xintoista del budisme. El 1882, es va afiliar amb la secta Hosso i, el 1950, Hokiji es va posar de nou sota el control de la Shotoku. El 1972 va començar una restauració de la pagoda, únic edifici que restava en peu, que va prolongar-se tres anys.
El santuari alberga una estàtua de fusta d'onze cares de 3,5 metres d'alçada d'Avalokiteśvara, que es va construir en la segona meitat del segle x. Una imatge en coure d'una bodhisattva, construïda en la segona meitat del segle vii provinent del temple, es troba confiada al Museu Nacional de Nara. Aquests dos elements han estat designats Béns Culturals Importants.